# Francesc Jaume Pascual Pascual
Francesc Jaume Pascual Pascual (L'Alqueria d'Asnar, El Comtat, 1955) és un polític valencià, alcalde de L'Alqueria d'Asnar des de 1979 i diputat a la Diputació d'Alacant des de 1995 pel PSPV-PSOE.

## Biografia
Jaume Pascual comença a militar al Partit Socialista des de ben jove, en tornar a casa després de fer el servei militar, i amb 23 anys es va convertir en candidat a l'alcaldia del seu poble. La llista del PSPV-PSOE va obtindre 2 regidors, per altres dos del PCPV i 3 de la UCD. Tanmateix, un acord entre els tres partits va portar a un govern de coalició amb Jaume Pascual d'alcalde, qui esdevindria l'alcalde més jove de tot l'Estat Espanyol. Des d'aleshores ha guanyat totes les eleccions per majoria absoluta.
Entre 1995 i 2015 fou diputat a la Diputació d'Alacant.
Amb la recuperació de l'estructura comarcal al si del PSPV-PSOE en 2012, Jaume Pascual va ser elegit Secretari General del PSPV-PSOE a l'Alcoià-Comtat-Foia de Castalla.